# Rio Beberibe
Rio Beberibe är ett vattendrag i Brasilien.   Det ligger i delstaten Pernambuco, i den östra delen av landet, 1 700 km nordost om huvudstaden Brasília.
Runt Rio Beberibe är det i huvudsak tätbebyggt.